# Astragalus knightii
Astragalus knightii es una especie de planta del género Astragalus, de la familia de las leguminosas, orden Fabales.

## Distribución
Astragalus knightii se distribuye por Estados Unidos.

## Taxonomía
Fue descrita científicamente por R. C. Barneby. Fue publicada en Brittonia 35: 109, fig (1983).